# Association Réalités du dialogue social
 (juillet 2021).
Réalités du dialogue social est une association française loi de 1901 créée en 1991 et reconnue d'intérêt général en 2018. Depuis 30 ans, elle œuvre à la diffusion d’une culture du dialogue social tant auprès des acteurs du monde du travail que de l’ensemble des citoyens.

## Origine
En 1991, René Ruols, ancien syndicaliste CFDT du secteur de la construction, a fondé l’association avec l’ambition d’offrir aux acteurs du dialogue social, syndicalistes de tous bords, dirigeants d’entreprises et DRH, un lieu de d’échanges et de partage en dehors des cadres traditionnels de négociation collective.
En 2005, Jean-Paul Guillot, président de BIPE devenu BDO Advisory, prend la présidence de l’association.
En 2016, Réalités du dialogue social fusionne avec la fondation Europe et Société, jusqu’alors présidée par Jacques Moreau, ancien secrétaire général de la CFDT.
En 2018, la présidence de l’association est confiée à Patrick Bézier, président d’Audiens Care.
En 2023, la présidence est confiée à Jean-Yves Petit, directeur des Relations Sociales, des Règles RH et des Instances Règlementaires Nationales du Groupe La Poste.

## Membres
Ses membres se composent d’entreprises, d’administrations, d’organisations syndicales d’employeurs et de salariés, de fédérations syndicales d’employeurs et de salariés et d’associations.

## Publications
Réalités du dialogue social a notamment publié aux Éditions de l’Atelier :
- Jean-Paul Guillot, Carmen Rubia, Osez le dialogue social dans l’entreprise : des exemples qui montrent que c’est possible, 2010
- Jean-Paul Guillot avec Dominique-Anne Michel, Faire vivre le dialogue social dans la fonction publique hospitalière, 2011
- Jean-Paul Guillot, Dominique-Anne Michel, Faire vivre le dialogue social dans la fonction publique d’État, 2011
- Jean-Paul Guillot, Dominique-Anne Michel, Les petites entreprises dans le dialogue social, 2012
- MANDASCOP (MANDAts des organisations syndicales de salariés et d’employeurs : Savoirs, Compétences, Profils), un outil à la disposition des organisations syndicales de salariés ou d’employeurs pour informer, désigner, former et accompagner leurs mandataires, 2012
- Jean-Paul Guillot, Dominique-Anne Michel, L’économie, parlons-en ! Cinquante initiatives de dialogue social, 2014
- Jean-Paul Guillot, En finir avec les idées fausses sur le dialogue social et les syndicats, 2015

En 2021, l'association a publié le Référentiel des mots clés du dialogue social dans la fonction publique.